# Pfarrhaus (Bad Heilbrunn)

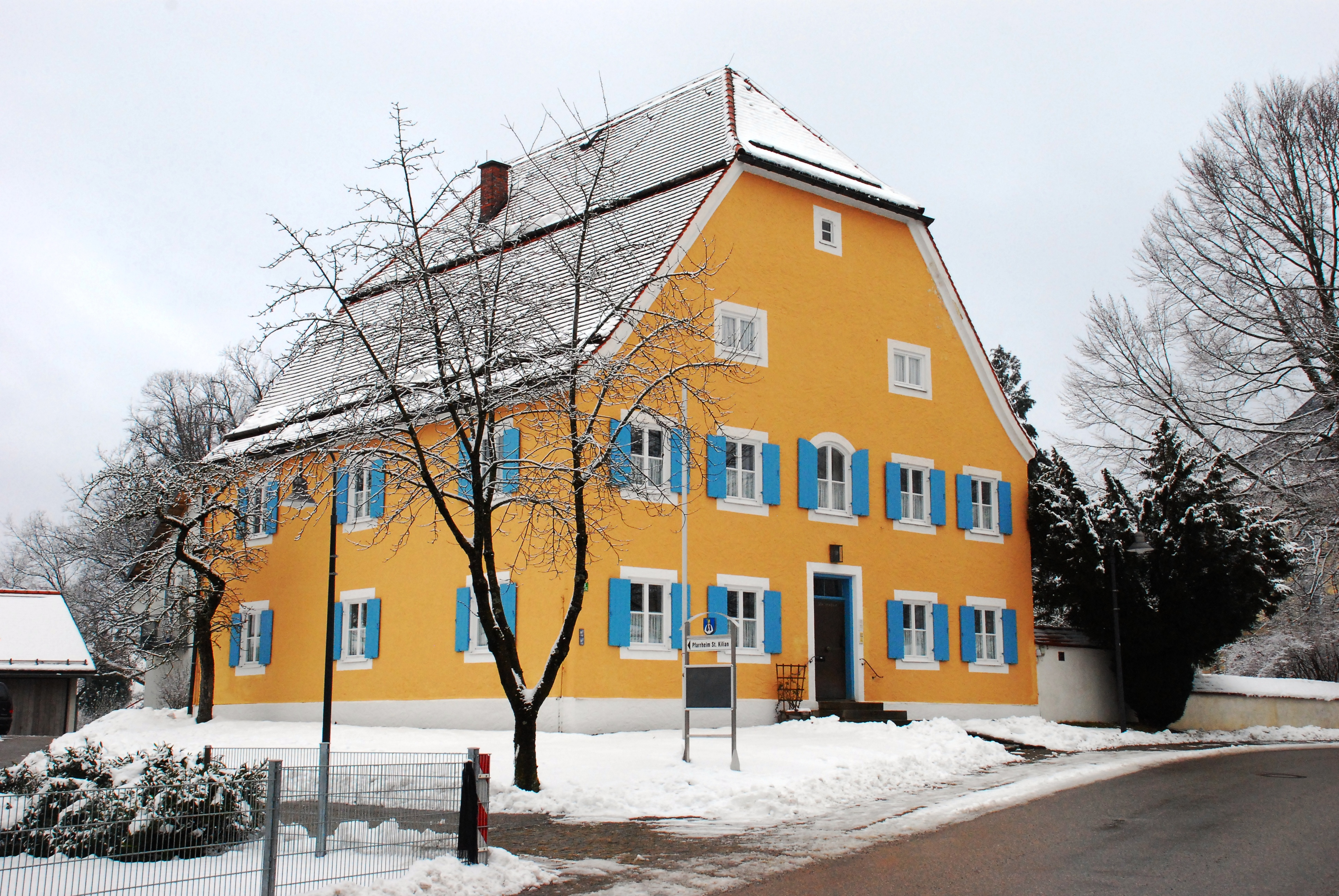
Pfarrhaus in Bad Heilbrunn

Das Pfarrhaus in Bad Heilbrunn, einer Gemeinde im oberbayerischen Landkreis Bad Tölz-Wolfratshausen, wurde um 1810 unter Pfarrer Jakob Gattinger errichtet. Das katholische Pfarrhaus am Sankt-Kilians-Platz 3, nördlich der Kirche St. Kilian, ist ein geschütztes Baudenkmal.
Der zweigeschossige Halbwalmdachbau mit Ortgang-Gesims hat drei zu fünf Fensterachsen. Er wurde unter Verwendung von Teilen des Badehauses aus dem Jahr 1659 errichtet. 
Im Pfarrhaus hängt ein Tafelbild des Jüngsten Gerichts, eine Kopie des frühen 17. Jahrhunderts nach einem Gemälde, das Christoph Schwartz um 1580/90 für die bayerische Herzogin Renata schuf.